# Oncousoecia arcuata
Oncousoecia arcuata är en mossdjursart som beskrevs av Canu och Bassler 1928. Oncousoecia arcuata ingår i släktet Oncousoecia och familjen Oncousoeciidae.
Artens utbredningsområde är Mexikanska golfen. Inga underarter finns listade i Catalogue of Life.